# LZ 129 Hindenburg

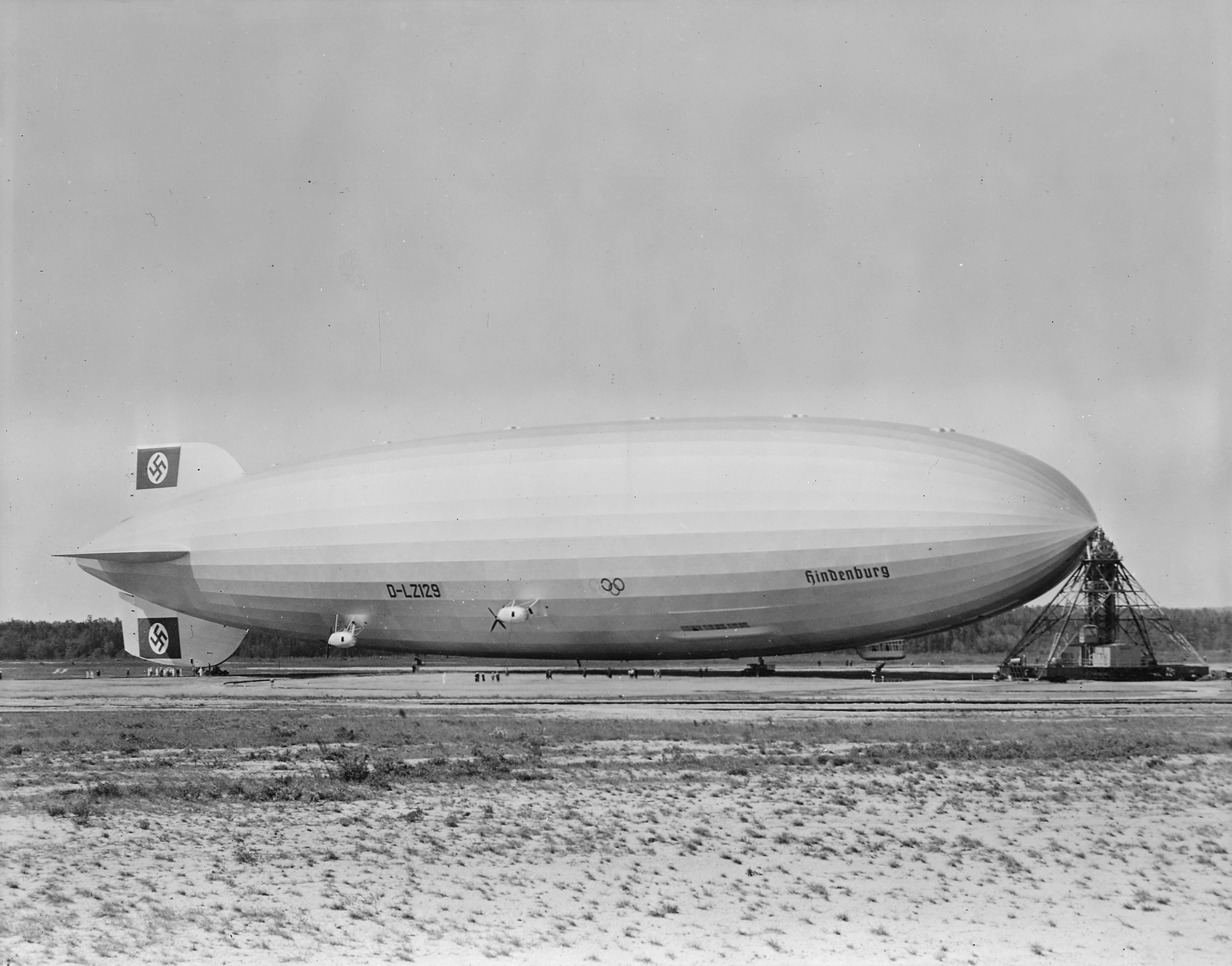
LZ 129 Hindenburg

LZ 129 Hindenburg – niemiecki sterowiec pasażerski, największy w historii (wraz z bliźniaczym LZ 130 Graf Zeppelin II). Zapewniał podróżnym przelot przez Ocean Atlantycki w luksusowych warunkach. Nadano mu nazwę „Hindenburg” na cześć byłego prezydenta Niemiec.

## Konstrukcja
Miał długość 245 i średnicę 41 metrów; zawierał 200 000 m³ wodoru w 16 zbiornikach. Napędzały go cztery silniki Diesla o mocy 1200 KM każdy. Osiągał prędkość maksymalną 135 km/h.
Hindenburg mógł przewozić 72 pasażerów (50 w rejsie transatlantyckim) oraz 61 osób załogi. Z powodów aerodynamicznych pomieszczenia załogi znajdowały się wewnątrz sterowca, a nie w gondoli pod nim.
Hindenburg był przystosowany konstrukcyjnie do wypełnienia helem, ale z powodu embargo narzuconego przez Stany Zjednoczone (wówczas jedynego producenta helu na świecie) sterowiec został przerobiony na stosowanie wodoru. Nie stanowiło to większego problemu, ponieważ Niemcy miały doświadczenie z użyciem tego gazu. Żeby zapobiec zapaleniu gazu, poszycie sterowca było wykonane z materiału, który zapobiegał wyładowaniom elektrycznym. Na pokładzie sterowca znajdowała się również palarnia (w pomieszczeniu tym utrzymywano nadciśnienie, by zapobiec dostaniu się palnego wodoru).
Zaletami zastosowania wodoru była jego niska (w porównaniu do helu) cena, a zatem i uproszczenie konstrukcji polegające na tym, że aby obniżyć pułap statku powietrznego, wystarczyło upuścić część wodoru – nie było więc konieczności instalowania skomplikowanych urządzeń do bezstratnego sprężania znacznie droższego helu. Atutem była też większa siła nośna wodoru (dzięki jego mniejszej gęstości), co pozwoliło na zwiększenie liczby kabin pasażerskich w stosunku do prototypu.

## Służba
Kariera Hindenburga rozwijała się na bazie kariery jego poprzednika: sterowca LZ 127 Graf Zeppelin. Hindenburg próbny lot odbył w dniach 26–29 marca 1936 roku, przelatując nad ważniejszymi miastami Niemiec, w tym nad Wrocławiem. Przez cały 1936 rok Hindenburg przeleciał 191 583 mile, przewożąc 2798 pasażerów oraz 160 ton ładunku i poczty. Brał udział w tak zwanym Deutschlandfahrt – z jego pokładu podczas podróży przez całe Niemcy i Prusy Wschodnie zachęcano do głosowania za remilitaryzacją Nadrenii. Przeleciał wtedy między innymi nad Kłajpedą, Tylżą, Gąbinem, Wystrucią, Olsztynem, Olsztynkiem, pomnikiem bitwy pod Tannenbergiem, Ostródą, Iławą i Kisielicami. W tym samym roku statek wykonał 17 lotów przez Atlantyk, w tym 10 lotów do Stanów Zjednoczonych i Brazylii. Pokonał również rekord Atlantyku, podwójnie go przekraczając w ciągu 5 dni, 19 godzin i 51 minut.
1 sierpnia 1936 roku Hindenburg był obecny podczas ceremonii otwarcia igrzysk olimpijskich w Berlinie.

## Katastrofa

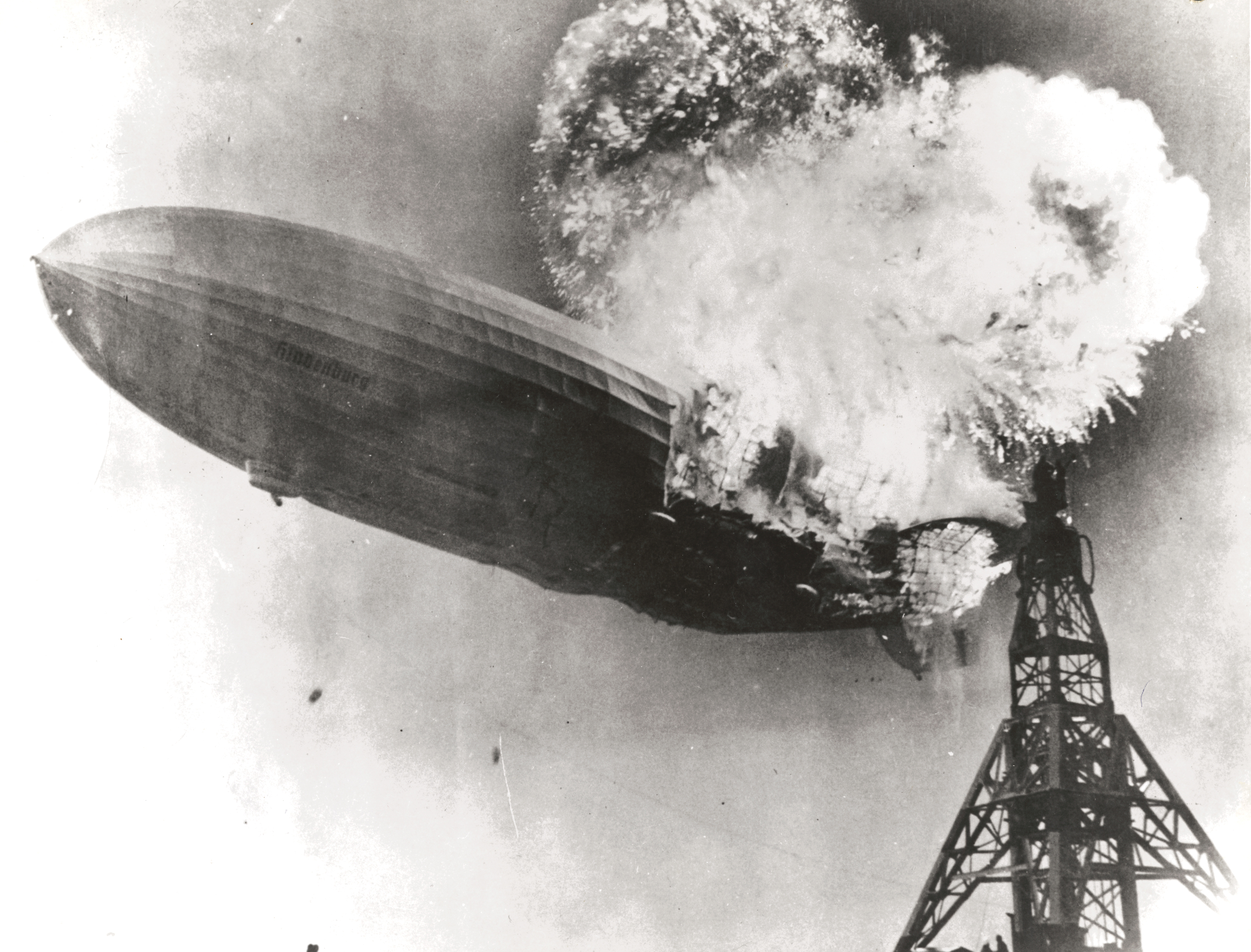
Hindenburg w płomieniach

Po wystartowaniu z Frankfurtu nad Menem z 97 osobami na pokładzie (36 pasażerów i 61 osób załogi) i trzydniowej podróży przez Atlantyk, sterowiec spłonął 6 maja 1937 roku podczas cumowania na lotnisku w Lakehurst w stanie New Jersey (USA). Zginęło 13 pasażerów i 22 członków załogi oraz główny członek załogi naziemnej, kapitan Ernst Lehmann. Odpowiadał on między innymi za straty Hindenburga. Wiele ofiar nie zginęło w płomieniach, ale zostało przygniecionych przez innych, skaczących ze statku pasażerów. Katastrofę przeżył też kapitan sterowca Max Pruss, który z ciężkimi oparzeniami trafił do szpitala.
W programie National Geographic „Seconds From Disaster – The Hindenburg Disaster”, ekspert NTSB, Greg Feith, specjalizujący się w badaniach katastrof lotniczych, przeprowadził analizę tragedii Hindenburga i doszedł do wniosku, że tak gwałtowny pożar sterowca mógł nastąpić tylko na skutek zapalenia się mieszanki wodoru i tlenu. Pomimo pokrycia poszycia łatwopalnym materiałem, ogień nie mógł się tak szybko rozprzestrzeniać. Przeprowadzony eksperyment potwierdził tę teorię – wykonany do celów doświadczenia fragment poszycia palił się zbyt wolno.
Po analizie dokumentów i zeznań świadków w programie przedstawiono następującą kolejność zdarzeń:
1. Przed lądowaniem sterowca nastąpiła gwałtowna zmiana kierunku wiatru. Kapitan nakazał wykonanie ostrego skrętu w lewo w celu utrzymania właściwego kursu.
2. Naprężenie spowodowane tym manewrem spowodowało zerwanie jednej z wielu stalowych lin wzmacniających konstrukcję kadłuba. W programie wspomniano, że zerwania lin zdarzały się już wcześniej.
3. Podczas zerwania lina uszkodziła jeden ze zbiorników z wodorem znajdujący się w części ogonowej. Z uszkodzonego zbiornika wydobywał się wodór i ulatniał do atmosfery. Świadkowie twierdzili, że widzieli falujący fragment poszycia w górnej części ogonowej. Potwierdza to teorię, że właśnie w tym miejscu ulatniał się wodór.
4. Kapitan zauważył, że ogon sterowca zaczyna opadać. W celu wyrównania położenia zarządza zrzut wody balastowej z części ogonowej. Zwiększony ciężar ogona mógł być spowodowany utratą wodoru, a więc zmniejszeniem siły wyporu w tej części sterowca.
5. Zrzut wody balastowej nie pomógł – kapitan wysłał sześciu członków załogi do części dziobowej, aby wyrównać ich ciężarem położenie sterowca.
6. Zrzucono liny cumownicze, które szybko nasiąkają wodą na skutek padającego deszczu. Mokre liny spowodowały przepływ ładunku elektrycznego zgromadzonego na poszyciu sterowca. Nastąpił przeskok iskry pomiędzy naelektryzowanym poszyciem a metalową konstrukcją Hindenburga. Iskra zapaliła wodór wydobywający się z uszkodzonego zbiornika.
7. Pożar rozprzestrzenił się gwałtownie obejmując cały sterowiec. Wraz z płonącą mieszanką wodoru z tlenem, spaliło się poszycie i inne elementy konstrukcyjne, co tłumaczyłoby jaskrawo-pomarańczowy kolor płomieni, a nie bezbarwny, jak w przypadku spalania czystego wodoru.

Za tą teorią przemawia fakt, że procedury ustanowione przez producenta zabraniały lądowania w takich warunkach atmosferycznych jakie miały miejsce w dniu katastrofy (burza i silny wiatr). Z powodu opóźnienia kapitan Max Pruss zdecydował się jednak lądować. Doktor Hugo Eckener, ówczesny prezes Luftschiffbau Zeppelin GmbH, obwiniał za katastrofę kapitana, który świadomie złamał przepisy, co zdaniem Eckenera doprowadziło do tragedii.
Jedna z hipotez głosi, że przyczyną tak szybkiego rozprzestrzeniania się ognia i zarazem łatwopalności powłoki mogła też być farba zawierająca termit. Termit składa się z dwóch składników: pyłu aluminiowego i tlenku żelaza, przy czym by utworzyć termit, potrzebne są ścisłe proporcje obu składników i bardzo dobre ich wymieszanie. Tymczasem sterowiec pokryty był farbami zawierającymi te składniki w różnych miejscach: od góry osłony balonetów były pokryte farbą zawierającą tlenek żelaza dla ochrony przed promieniowaniem UV, a pod spodem farbą zawierającą lekkie aluminium.
Katastrofa Hindenburga, choć nie była pierwszą katastrofą tego typu w dziejach, położyła kres wykorzystaniu sterowców do przewozu pasażerów w celach turystycznych.

## Epilog
Resztki aluminiowej konstrukcji statku zostały przewiezione do Niemiec i użyte do produkcji samolotów wojskowych dla Luftwaffe, podobnie jak szkielety LZ 127 Graf Zeppelin i LZ 130 Graf Zeppelin II zezłomowanych w 1940 roku we Frankfurcie nad Menem.
Katastrofa zakończyła karierę sterowców w dziedzinie turystyki i komunikacji pasażerskiej na wiele następnych lat. Niemniej jednak maszyny nie wyszły z użytku – w latach 90. XX wieku koncern Zeppelin zdecydował o stworzeniu spółki Zeppelin Luftschifftechnik GmbH i powrocie do budowy sterowców (wciąż bazujących na konstrukcji ramy pomysłu Ferdinanda von Zeppelina) – od 1997 roku w powietrze wzbijają się kolejne Zeppeliny NT, wykorzystywane między innymi w Niemczech, USA i Japonii w turystyce, badaniach georadarowych, służbach celnych, meteorologii, armii i reklamie.